# Henri Sellier

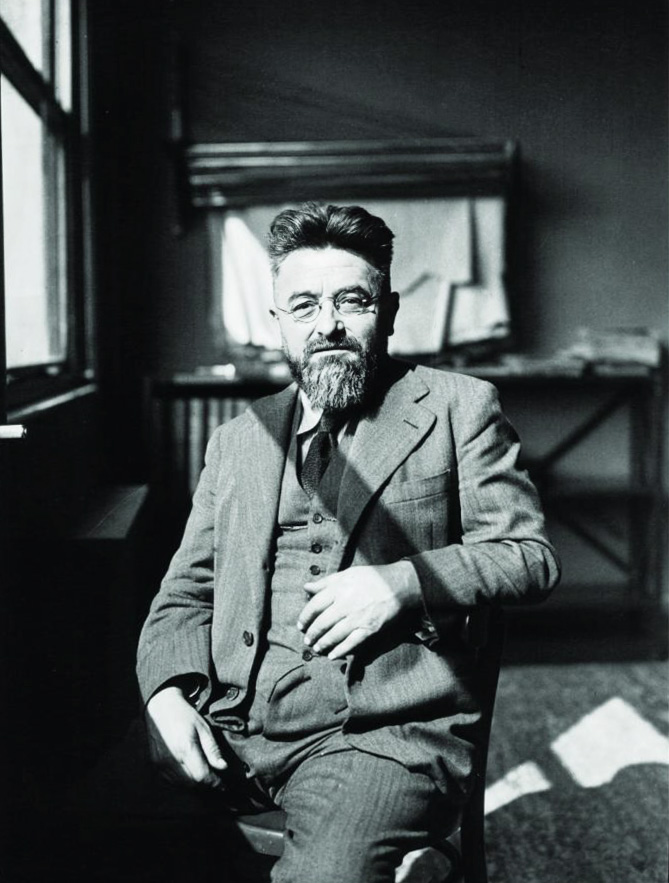
Henri Sellier 1936

Henri Sellier (* 22. Dezember 1883 in Bourges; † 24. November 1943 in Suresnes) war ein französischer Politiker und Städteplaner. Sellier war Minister der Volksfrontregierung.

## Leben
Henri Sellier war der Sohn eines Vorarbeiters im Arsenal von Bourges. Er besuchte als Stipendiat das Gymnasium der Stadt und studierte anschließend an der École des hautes études commerciales de Paris, wo er sein Jurastudium abschloss. Er arbeitete in einer Bank, im Handelsministerium und ab 1906 als Redakteur im Arbeitsministerium, doch sein politisches Engagement verhinderte eine dauerhafte Anstellung in der Wirtschaft. Er engagierte sich gewerkschaftlich und war Delegierter seines Ministeriums bei der Fédération des employés.
1907 heiratete er Jessa Guitton (1886–1969). Das Paar hatte zwei Kinder, Lucien und Janine.

### Politische Karriere
Zunächst ließ er sich in Puteaux, einem Vorort von Paris mit hohem Arbeiteranteil, nieder und engagierte sich dort politisch. Von 1909 bis 1919 war er Mitglied des Stadtrats von Puteaux. 1910 wurde er in den Generalrat des Kantons Puteaux gewählt. Im selben Jahr verließ er das Arbeitsministerium, um Verwalter der Genossenschaft „La Revendication“ zu werden. Er wurde bis 1925 wiedergewählt, als der Kanton geteilt wurde und er im 2. Wahlkreis „Suresnes et Nanterre-Sud“ gewählt wurde (1929 und 1935 wiedergewählt). Von 1917 bis 1920 war er Generalberichterstatter für den Haushalt des Départements Seine und von 1927 bis 1928 Präsident des Generalrats. 1915 zog er nach Suresnes, wo er bei den Kommunalwahlen 1919 mit einem Programm für sozialen Wohnungsbau einen großen Erfolg erreichte; seine Liste errang 20 von 28 Sitzen. Er wurde 1925, 1928 und 1935 als Bürgermeister wiedergewählt.
Nachdem er 1927 bei den Senatswahlen gescheitert war, wurde er 1935 zum Senator des Départements Seine gewählt und bis zu seinem Tod 1943 regelmäßig wiedergewählt. Im Senat war er Mitglied der Verwaltungskommission und der Kommission für Sozialhygiene. Als Minister für öffentliche Gesundheit der Volksfrontregierung Léon Blums und Bürgermeister von Suresnes wandelte er sich im Laufe seiner politischen Karriere vom revolutionären zum pragmatischen Sozialismus: Ab 1898 war er Aktivist der Parti socialiste révolutionnaire und trat 1905 der Section française de l’Internationale ouvrière (SFIO) bei. Er arbeitete vor allem mit Jean Jaurès und Albert Thomas zusammen. Aus Gründen der Parteidisziplin schloss er sich auf dem Kongress von Tours 1920 der Mehrheit an und trat bei der Gründung der Kommunistischen Partei Frankreichs bei. Im darauffolgenden Jahr wurde er aus der Partei ausgeschlossen, schloss sich für kurze Zeit der Union socialiste communiste an und kehrte dann zur SFIO zurück, die er nie wieder verließ.
An der Abstimmung über die Vollmachten für Marschall Pétain am 10. Juli 1940 nahm er nicht teil. Am 20. Mai 1941 wurde er vom Vichy-Regime abgesetzt. In dem von Admiral François Darlan unterzeichneten Dekret heißt es, er habe „eine offensichtliche Feindseligkeit gegenüber dem Werk der nationalen Erneuerung gezeigt“. Der Bürgermeister hatte das Dokument in seinem Büro aufgehängt und mit einem Zitat von Maximilien de Robespierre versehen: „Der Hass der Feinde des Volkes ist der Lohn der guten Bürger“. Am 22. Juni wurde er verhaftet und in Compiègne interniert, bevor er am 17. Juli freigelassen wurde und nach Suresnes zurückkehrte.

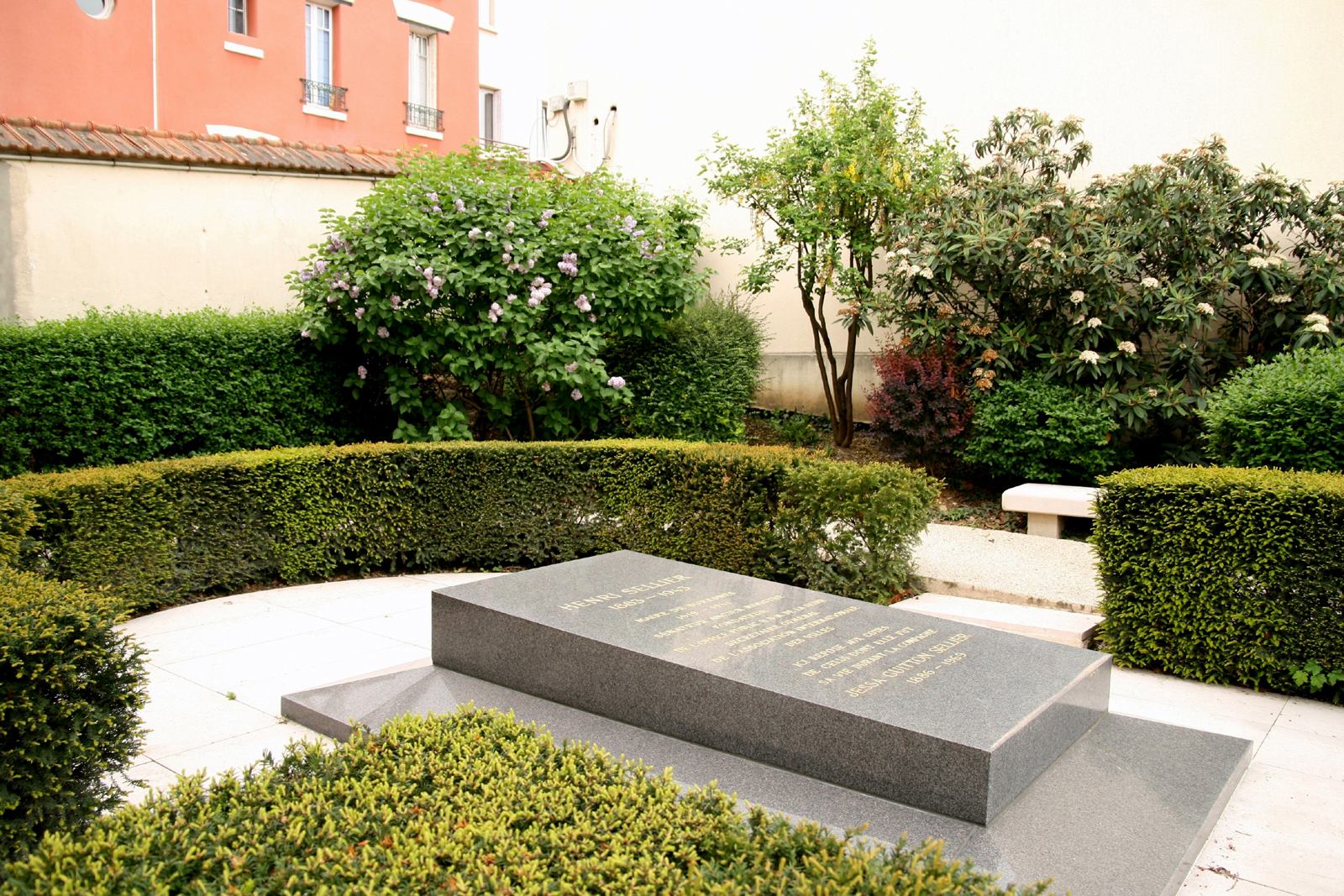
Grabanlage

Diese Ereignisse und die Angst vor einer erneuten Verhaftung beeinträchtigten seinen Gesundheitszustand. Am 1. November 1943 erlitt er einen Schlaganfall mit halbseitiger Lähmung und starb am 24. November. Er wurde auf dem Friedhof von Carnot in Suresnes beigesetzt. Neben ihm liegt seine 1969 verstorbene Frau.

### Städtebau

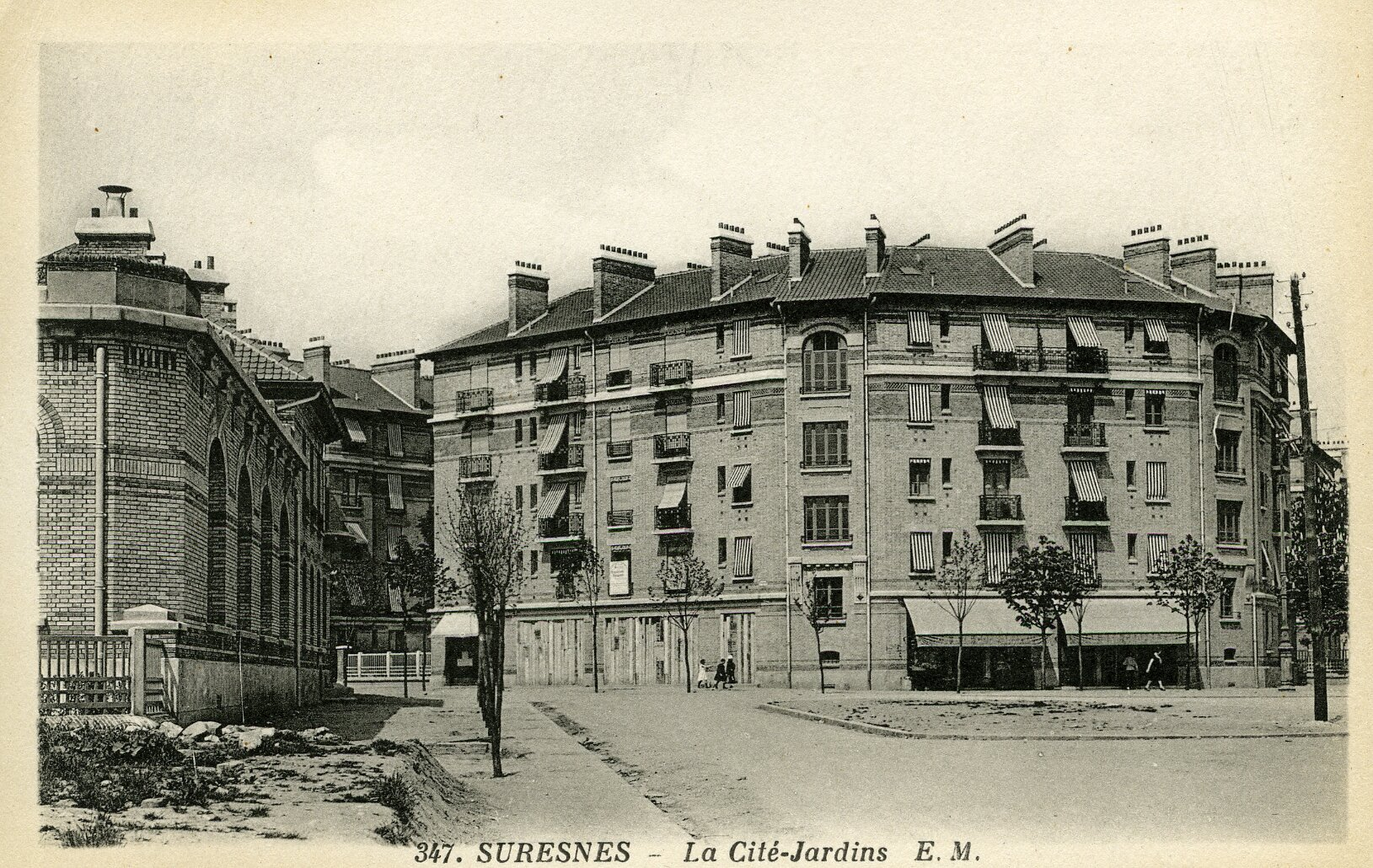
Postkarte mit Gebäude der Gartenstadt Suresnes

Henri Sellier war eine wichtige Figur in der französischen Stadtplanung und gründete 1919 zusammen mit Marcel Poëte die École des hautes études urbaines (EHEU), die 1924 in das Institut d’urbanisme de l’Université de Paris und 1972 in das Institut d’urbanisme de Paris umgewandelt wurde.
Sein Hauptanliegen war die Verbesserung der Wohnverhältnisse benachteiligter Bevölkerungsgruppen unter hygienischen Gesichtspunkten. Dabei ging es vor allem darum, den katastrophalen gesundheitlichen Folgen der Industrialisierung und Verstädterung entgegenzuwirken und den bescheidenen Haushalten moderne, gut belüftete und sonnige Wohnungen mit Grünflächen, Schul-, Sport- und Gesundheitseinrichtungen zur Verfügung zu stellen. Angesichts des starken Bevölkerungswachstums betonte Sellier die Notwendigkeit, diese Veränderungen zur Kenntnis zu nehmen und sowohl auf kommunaler Ebene als auch auf der Ebene der Region Paris eine angemessene Antwort darauf zu finden. So veröffentlichte er 1917 „Les Banlieues urbaines et la réorganisation administrative du département de la Seine“ (Die städtischen Vororte und die administrative Neuordnung des Departements Seine) und 1921 „La Crise du logement et l’intervention publique en matière d'habitat populaire“ (Die Wohnungskrise und die öffentliche Intervention im Bereich der Volkswohnungen).
Ein Gesetz aus dem Jahr 1912 ermöglichte die Schaffung von öffentlichen Ämtern für preisgünstigen Wohnraum. Daher schlug er 1914 die Gründung eines Office départemental des habitations à bon marché (Départementsamt für preisgünstige Wohnungen, ODHBM) vor, doch der Krieg verzögerte seine Pläne. Als Generalrat drängte er das Amt, während des Krieges Grundstücke zu erwerben, die später für den Bau der Gartenstädte verwendet wurden. Es handelte sich um städtische Siedlungen für die Arbeiter und ihre Familien, die im Gegensatz zur unkontrollierten Entwicklung der verschmutzten Industrievorstädte geplant, ausgestattet, aufgelockert, gesund und rational gestaltet waren. Diese Gartenstädte bestanden aus Sozialwohnungen, einzeln oder in Gruppen vermietet, mit Grünflächen und Gärten rund um die Wohnungen, einschließlich Gemeinschaftseinrichtungen (Schule, Kindergarten, Geschäfte, Gemeindehaus oder sogar Kirche), was sie von einfachen Wohnsiedlungen oder klassischen Sozialwohnungskomplexen unterschied. Während der Zwischenkriegszeit initiierte er so die Schaffung von elf Gartenstädten rund um Paris.
In der Gartenstadt Suresnes gründete er das Lycée Paul-Langevin (1927), das medizinische Zentrum Raymond-Burgos und die Kinderkrippe Darracq (1931), das Collège Émile-Zola (1932) und die École de plein air de Suresnes (Freiluftschule, 1935) für lungenkranke Kinder.
Da die Tuberkulose im Land weiterhin grassierte (Sellier verfasste 1928 einen Bericht über dieses Thema und wurde im selben Jahr zum Hygienekongress der Société de médecine publique eingeladen), umgab er sich mit Praktikern und gründete in Suresnes ein städtisches Gesundheitsamt, eine moderne Krankenstation und eine Einrichtung für Duschbäder. Er unterstützte auch die Gründung des Krankenhauses Foch. Als er 1936 Gesundheitsminister wurde, initiierte er landesweite Hygienekampagnen, insbesondere zur Bekämpfung der Tuberkulose. Er setzte sich auch für strengere Normen und eine bessere Aufklärung in diesem Bereich ein. In der Revue d'hygiène et de médecine préventive (Zeitschrift für Hygiene und Präventivmedizin) von 1939 hieß es: „Die Gesundheitsvorschriften von Suresnes sind die strengsten in Frankreich“.

## Nachruhm

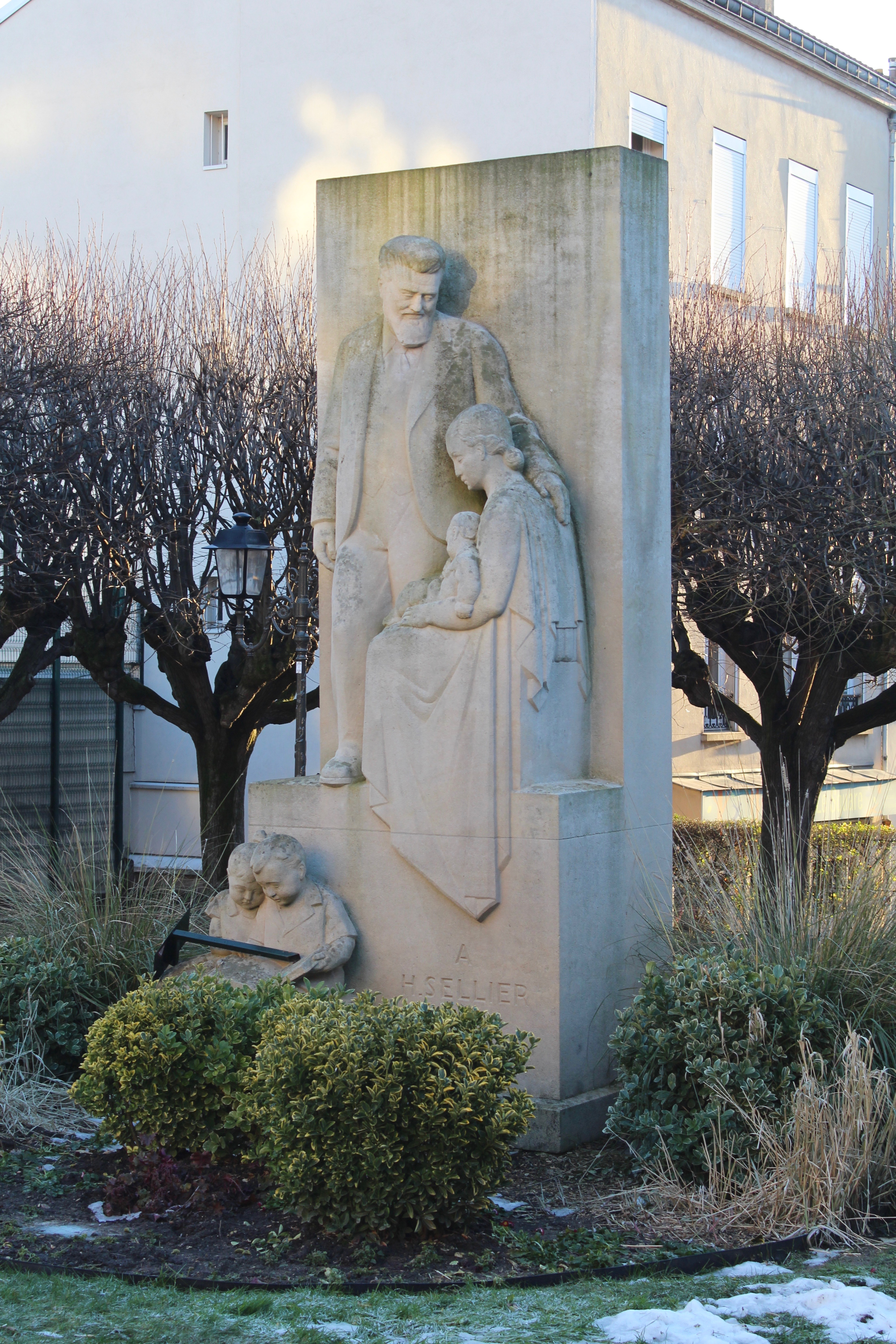
Monument Sellier in Suresnes

In der Frankophonie sind eine Vielzahl von Einrichtungen nach Henri Sellier benannt:
- Straßen in Suresnes, Saint-Priest, Bourges, Saint-Florent-sur-Cher, Fleury-les-Aubrais, Lorient, Mulhouse, Nantes, Niort, Gonesse, Montpellier, Sainte-Geneviève-des-Bois, Ris-Orangis, Villeneuve-Saint-Georges, Sceaux, Villiers-le-Bel, Toulouse, Sevran und Puteaux;
- Plätze in Châtenay-Malabry, Les Mureaux und Pessac, Charenton-le-Pont, Choisy-le-Roi, Nanterre und Le Pré-Saint-Gervais;
- Schulen in Suresnes, Livry-Gargan, Colombelles, Bondy und Mulhouse;
- Wohnquartiere in Hydra (Algier), Vierzon und Sainte-Geneviève-des-Bois;
- ein Park in Le Plessis-Robinson;
- ein Denkmal in Suresnes (1962): Auf der einen Seite des Denkmals ist Henri Sellier als Skulptur dargestellt, die väterlich über einer Mutter mit einem Baby steht, während zu ihren Füßen zwei Kinder lesen. Die andere Seite zeigt ein Flachrelief mit zwei Figuren, einem Wappen und einer eingravierten Inschrift: „Henri Sellier / 1883–1943 / Stadtplaner und Soziologe / Bürgermeister von Suresnes / Er widmete sein Leben der Verbesserung der menschlichen Situation“.

## Werke
- Henri Sellier (Vorwort Albert Thomas), Les banlieues urbaines et la réorganisation administrative du département de la Seine, Paris, M. Rivière, 1920.
- Henri Sellier, Essai sur les évolutions comparées du logement, 1921.[12]
- Henri Sellier, La Coopération ouvrière, Paris, Société d’études et de documentation municipale, 1921.
- Henri Sellier, Union des villes et communes de France, Paris, E. Leroux, 1921.
- Henri Sellier, La crise du logement et l’intervention publique en matière d’habitation populaire dans l’agglomération parisienne, Paris, Ed. de l’Office public d’habitations à bon marché du département de la Seine, 1921.
- Marcel Poëte und Henri Sellier, Paris pendant la guerre, Paris, Dotation Carnegie pour la paix internationale, 1926.
- Henri Sellier, Le problème du logement, son influence sur les conditions de l’habitation et l’aménagement des villes, Paris, les Presses universitaires de France, 1927.
- Henri Sellier (Vorwort Florentinus Marinus Wibaut), Le programme municipal pour les élections de 1935, Paris, Union des élus municipaux socialistes, 1935.
- Henri Sellier (Vorwort Émile Vandervelde), La Santé publique et la collectivité. Hygiène et service social, coordination, Paris, impr. de A. Maretheux et L. Pactat, 1937.
- Henri Sellier (Vorwort Bernard Marrey), Une cité pour tous, Paris, Éd. du Linteau, 1998.